# Gilles Florent
Gilles Florent es un deportista francés que compitió en remo como timonel. Ganó una medalla de plata en el Campeonato Mundial de Remo de 1966, en la prueba de dos con timonel.

## Palmarés internacional
| Campeonato Mundial | Campeonato Mundial | Campeonato Mundial | Campeonato Mundial |
| Año                | Lugar              | Medalla            | Prueba             |
| ------------------ | ------------------ | ------------------ | ------------------ |
| 1966               | Bled (Yugoslavia)  | Medalla de plata   | Dos con timonel    |